# Castelo Newark (Scottish Borders)

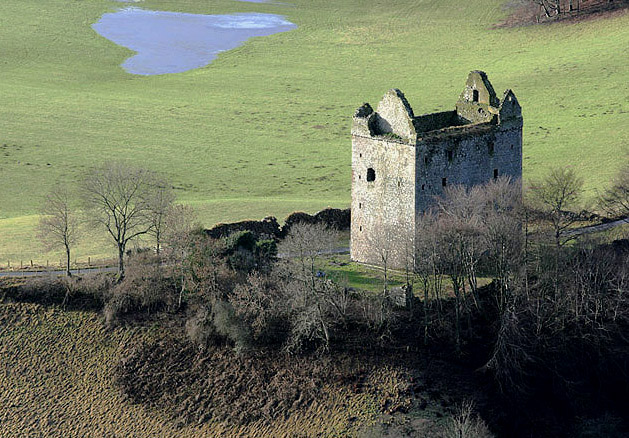
Castelo Newark, Escócia.

O Castelo Newark (em inglês:  Newark Castle) é um castelo do século XIV atualmente em ruínas localizado em Selkirk, Scottish Borders, Escócia.

## História
'The Newark' ou 'New Werk' tem o primeiro registo histórico em 1423; assim designado para distinguir de um outro castelo mais antigo.
Encontra-se classificado na categoria "A" do "listed building" desde 16 de março de 1971.

## Estrutura
O castelo mede 50 metros por 61 metros, possui paredes com espessura de 1,5 metros.